# Борзинський район
Бо́рзинський район (рос. Борзинский район) — район у складі Забайкальського краю Російської Федерації.
Адміністративний центр — місто Борзя.

## Населення
Населення — 47226 осіб (2019; 51647 в 2010, 56683 у 2002).

## Адміністративний поділ
Район адміністративно поділяється на 2 міських та 15 сільських поселень:
| Поселення                             | Площа, км² | Населення, осіб (2002) | Населення, осіб (2010) | Населення, осіб (2019) | Центр          | Населені пункти |
| ------------------------------------- | ---------- | ---------------------- | ---------------------- | ---------------------- | -------------- | --------------- |
| Борзинське міське поселення           | 222,09     | 31588                  | 31496                  | 29287                  | Борзя          | 2               |
| Шерловогорське міське поселення       | 277,41     | 14623                  | 12489                  | 11862                  | Шерлова Гора   | 1               |
| Акурайське сільське поселення         | 153,33     | 550                    | 327                    | 256                    | Акурай         | 1               |
| Біліктуйське сільське поселення       | 624,17     | 484                    | 295                    | 222                    | Біліктуй       | 1               |
| Ключевське сільське поселення         | 578,68     | 412                    | 231                    | 154                    | Ключевське     | 1               |
| Кондуйське сільське поселення         | 1279,33    | 891                    | 610                    | 497                    | Кондуй         | 3               |
| Курунзулайське сільське поселення     | 344,29     | 697                    | 448                    | 339                    | Курунзулай     | 2               |
| Новоборзинське сільське поселення     | 639,32     | 488                    | 339                    | 292                    | Новоборзинське | 2               |
| Передньобиркинське сільське поселення | 377,78     | 1000                   | 733                    | 547                    | Передня Бирка  | 1               |
| Приозерне сільське поселення          | 577,60     | 568                    | 392                    | 283                    | Приозерне      | 2               |
| Соловйовське сільське поселення       | 776,89     | 790                    | 674                    | 528                    | Соловйовськ    | 2               |
| Усть-Озерське сільське поселення      | 267,28     | 642                    | 452                    | 369                    | Усть-Озерна    | 1               |
| Хада-Булацьке сільське поселення      | 419,11     | 928                    | 658                    | 556                    | Хада-Булак     | 2               |
| Цаган-Олуйське сільське поселення     | 765,43     | 1065                   | 857                    | 674                    | Цаган-Олуй     | 1               |
| Чиндантське сільське поселення        | 933,36     | 814                    | 711                    | 605                    | Чиндант 2-й    | 1               |
| Шоноктуйське сільське поселення       | 185,37     | 429                    | 306                    | 240                    | Шоноктуй       | 1               |
| Южне сільське поселення               | 466,98     | 714                    | 629                    | 515                    | Южне           | 2               |

## Найбільші населені пункти
| №  | Населений пункт | Населення, осіб (2002) | Населення, осіб (2010) |
| -- | --------------- | ---------------------- | ---------------------- |
| 1  | Борзя           | 31460                  | 31379                  |
| 2  | Шерлова Гора    | 14623                  | 12489                  |
| 3  | Цаган-Олуй      | 1065                   | 857                    |
| 4  | Передня Бирка   | 1000                   | 733                    |
| 5  | Чиндант 2-й     | 814                    | 711                    |
| 6  | Соловйовськ     | 790                    | 674                    |
| 7  | Хада-Булак      | 928                    | 658                    |
| 8  | Южне            | 714                    | 629                    |
| 9  | Кондуй          | 891                    | 610                    |
| 10 | Усть-Озерна     | 642                    | 452                    |